# Maude Pilon
Maude Pilon est une écrivaine et artiste interdisciplinaire québécoise née en 1983.

## Biographie
Maude Pilon est née en 1983 en Montérégie. Dès l'âge de huit ans, elle s'intéresse aux objets écrits et dessinés collaboratifs. Elle a une formation en arts interdisciplinaires de l’Université Concordia, en ethnologie de l’Université Laval ainsi qu'une Maîtrise en études littéraires à l’UQAM. Son travail touche à la poésie, la prose et l'essai ainsi que diverses manoeuvres artistiques, performatives, sonores et imprimées. Elle s'intéresse particulièrement aux thématiques évoquant des contextes collaboratifs, scolaires, syndicaux, médicaux. Son style d'écriture est expérimental, faisant fi des pronoms dans un univers à la fois chaotique et discipliné.
En novembre 2024, elle est nommée finaliste au prix Spirale Eva-Le-Grand pour son recueil À midi, une joie.

## Œuvres

### Poésie
- Maude Pilon, Quelque chose continue d'être planté là, Nota Bene, 2017, 48 p. (ISBN 978-2-923398-38-9)
- Maude Pilon, Simon Brown, Grande poussière, Squint press, janvier 2018, 132 p. (ISBN 978-2-9814985-2-6, EAN 9782981498526)
- Maude Pilon, L’air proche, Les herbes rouges, 2019, 72 p. (ISBN 978-2-9814985-2-6)
- Maude Pilon, Blanche Reboot: Écrire avec Blanche Lamontagne-Beauregard, Éditions Omri -  Le pressier, 2022, 142 p. (ISBN 9782925107095, EAN 9782925107095)
- Maude Pilon, À midi, une joie, Les herbes rouges, 2023, 193 p. (ISBN 978-2-89419-868-1)